# 維蒂尼亞 (2000年)
維托爾·馬沙多·費雷拉（葡萄牙語：Vítor Machado Ferreira；2000年2月13日—），简称維蒂尼亞（葡萄牙語：Vitinha，發音：[viˈtiɲɐ]），葡萄牙職業足球員，司職中場，現效力於法甲球會巴黎聖日耳門。

## 俱樂部生涯
維蒂尼亞2000年2月13日出生在葡萄牙聖蒂爾蘇，2007年加入Póvoa Lanhoso梯隊，2009年加入波尔图青訓， 2019年代表波圖B隊首次出場，19/20賽季葡超第18輪首次代表波爾圖一線隊完成首秀。隨後波爾圖由於歐足聯的財政公平競賽規定而將他租借到英超狼隊。

### 巴黎聖日耳曼
2022年6月30日，維蒂尼亞與法甲球隊巴黎聖日耳曼簽訂了一份為期五年的合約，他的轉會費為4,150萬歐元。

## 國家隊生涯
2019年歐洲U-19足球錦標賽上，維蒂尼亞是葡萄牙U19場上隊長，在五場比賽中，打進2球，1次助攻，隨隊獲得了亞軍。
2021年6月6日，葡萄牙U21在2021年歐洲U-21足球錦標賽決賽中1-0輸給德國U21，再次獲得亞軍。
2022年3月21日，頂替受傷的內維斯，維蒂尼亞首次被徵召葡萄牙國家足球隊。

## 荣誉
巴黎圣日耳曼
- 法甲冠軍：2023–24[9]，2024–25[10]
- 法國盃冠軍：2023–24[11] ，2024–25[12]
- 法國超級盃冠軍：2023[13]，2024[14]
- 欧洲冠军联赛冠軍：2024-25
- 歐洲超級盃冠軍：2025

### 國家隊
葡萄牙
- 歐洲足協國家聯賽冠軍：2024-25賽季

## 外部連結
- 維蒂尼亞於ForaDeJogo的個人資料
- Soccerway資料庫：維蒂尼亞
- Vítor Ferreira （页面存档备份，存于） at 葡萄牙足球總會